# نيتوبيتانت/بالونوسيترون
نيتوبيتانت/بالونوسيترون(Netupitant/palonosetron )، الذي يباع تحت الإسم التجاري أكانزيو (Akynzeo )، هو دواء مركب للوقاية من الغثيان و القيء الحاد و المتأخر الناجم عن العلاج الكيميائي. و يعطى عن طريق الفم. و يُستخدم مع ديكساميثازون.
تشمل الآثار الجانبية الشائعة لهذا العقار على: الصداع و الإمساك و التعب. و لا يستدع تعديل الجرعة للأشخاص الذين يعانون من مشاكل خفيفة إلى متوسطة في الكبد أو الكلى. و لا ينصح باستخدامه أثناء الحمل بتاتا. نيتوبيتانت عبارة عن حاصرات لمستقبلات NK 1 و بالونوسيترون عبارة عن حاصرات لمستقبلات 5-HT 3. 
تمت الموافقة على التركيبة للاستخدام الطبي في الولايات المتحدة في عام 2014 و بعدها في أوروبا في عام 2015. في المملكة المتحدة، تُكلف الجرعة الواحدة هيئة الخدمات الصحية الوطنية حوالي 70 جنيهًا إسترلينيًا اعتبارًا من عام 2021. في الولايات المتحدة، يكلف هذا المقدار حوالي 680 دولارًا أمريكيًا.